# Haji Bakr
Samir Abd Muhammad al-Khlifawi (død januar 2014), bedre kendt som sit Noms de guerre Haji Bakr, han var "the strategic head" af Islamisk Stats(IS) organisation, og tidligere efterretningsoberst i Saddam Husseins efterretningsvæsen kendt som Mukhabarat. Officielt fungerede han som chef for IS’s militærråd og var lederen Abu Bakr al-Baghdadis højeste stedfortræder i Syrien. Efter hans død blev der fundet papirer i hans hjem som ser ud til at bevise han og tilligere efterretningsofficers var de enlige ledere bag al-Baghdadi, og at Khlifawi var den, der har udtænkt de planerne for IS's erobringer og administration af territorierne i Syrien og Irak. Han blev dræbt i Syrien af rivaliserende oprørere i januar 2014.
Han har tidligere været arresteret og indsat i Camp Bucca af amerikanske styrker efter Invasionen af Irak i 2003, sammen med flere af de mænd som senere dannede det første lederskab af IS, deriblandt Abu Muslim al-Turkmani, Abu Abdulrahman al-Bilawi og lederen Abu Bakr al-Baghdadi.